# 오하타 신타로

오하타 신타로(일본어: 大畑 伸太郎 おおはた しんたろう[*], 1975년 10월 6일 ~ )는 일본의 남자 성우. 시마네현 마스다시 출신. 켄 프로덕션 소속.

## 출연 작품

### TV 애니메이션
2000년
- 데블파이터(스스무, 세키류)

2001년
- 캡틴 츠바사 2001년판(판 디아스)

2002년
- 요리킹 조리킹(키마)

2004년
- BECK(치바 츠네미)

2005년
- 성실하게 불성실한 쾌걸 조로리(타와지)
- 라무네(하타노)
- 천하통일 파이어 비드맨(하쟈)

2006년
- 유성의 록맨(우시지마 곤타)
- 마모루군에게 여신의 축복을!(야기 코스케)
- 이노센트 비너스(쿄시로)
- 수퍼 멍멍이 레츠고 테피(포치)

2007년
- 바카노!(엘머 C. 알바트로스)
- 크게 휘두르며(하타케 아츠시)

2011년
- 기동전사 건담 AGE(디케 건헤일)